# Jacinto Jose
Jacinto Agcaoili Jose (ur. 29 października 1950 w Laoag) – filipiński duchowny rzymskokatolicki, od 2005 biskup Urdaneta.

## Życiorys
Święcenia kapłańskie otrzymał 29 czerwca 1975 i został inkardynowany do diecezji Laoag. Po święceniach został prefektem w diecezjalnym seminarium, natomiast w 1977 objął funkcję jego rektora. W 1985 rozpoczął pracę w szkole teologicznej w Vigan, zaś dwa lata później został jego przełożonym. W 1991 powrócił do seminarium w Laoag i przez rok był jego rektorem. W 1993 został mianowany proboszczem w Sarrat, zaś w 2001 otrzymał nominację na proboszcza parafii katedralnej oraz wikariusza generalnego diecezji. W czerwcu 2005 został tymczasowym administratorem diecezji.
21 września 2005 papież Benedykt XVI mianował go biskupem diecezji Urdaneta. Sakry biskupiej udzielił mu 26 listopada 2005 abp Antonio Franco, ówczesny nuncjusz apostolski na Filipinach.